# Pentium
Il Pentium è un microprocessore prodotto da Intel Corporation dal 1993 al 1999. Era un prodotto con architettura x86 di quinta generazione, successore dell'Intel 80486.

## Storia
Così come era già avvenuto in passato, Intel inizialmente pensava di continuare la numerazione progressiva indicando questo processore come Intel 80586, o i586.
Dato che i numeri non si possono registrare come Marchio, al contrario delle parole, nel 1992 Intel affidò a una società specializzata, la Lexicon Branding (famosa per aver creato anche i nomi commerciali del PowerBook di Apple, del Blackberry di RIM, Tungsten e Zire di Palm, e InDesign di Adobe), il compito di coniare un nuovo nome per il processore di quinta generazione.
Volendo rimarcare anche nel nome la generazione del processore, inizialmente si pensò alla parola "Pentagon" a cui si sostituì la parte finale agon con "-ium", tipico suffisso degli elementi chimici nella lingua inglese. In questo modo il nome divenne efficacemente "Pentium", dato che il prefisso pent (penta-), in greco antico, significa proprio cinque (πέντε, ‘pénte’).
Il termine i586 comunque non è stato completamente dimenticato, anzi viene utilizzato per riferirsi nell'ambiente della programmazione a tutti i primi Pentium e processori compatibili prodotti da competitori di Intel, e il progetto era stato nominato in fase di sviluppo "P5". Il Pentium fu il primo microprocessore superscalare e l'ultimo prodotto da Intel a non supportare l'esecuzione fuori ordine.
Le prime versioni dei Pentium, immesse sul mercato a partire dal 29 marzo 1993, avevano una frequenza di clock a 60-100 MHz. Tuttavia, presentavano un problema nell'unità per il calcolo in virgola mobile che, in casi rari, riduceva la precisione delle operazioni di divisione. Questo bug, scoperto nel 1994, divenne noto come il "Pentium FDIV bug" e fu causa di grande imbarazzo per Intel, che iniziò una campagna di richiamo per sostituire i processori difettosi costata circa 450 milioni di dollari.
Inoltre, le versioni a 60 e 66 MHz a 0,8 µm dei Pentium erano note per la loro fragilità e la grande (per allora) produzione di calore.

## Caratteristiche tecniche

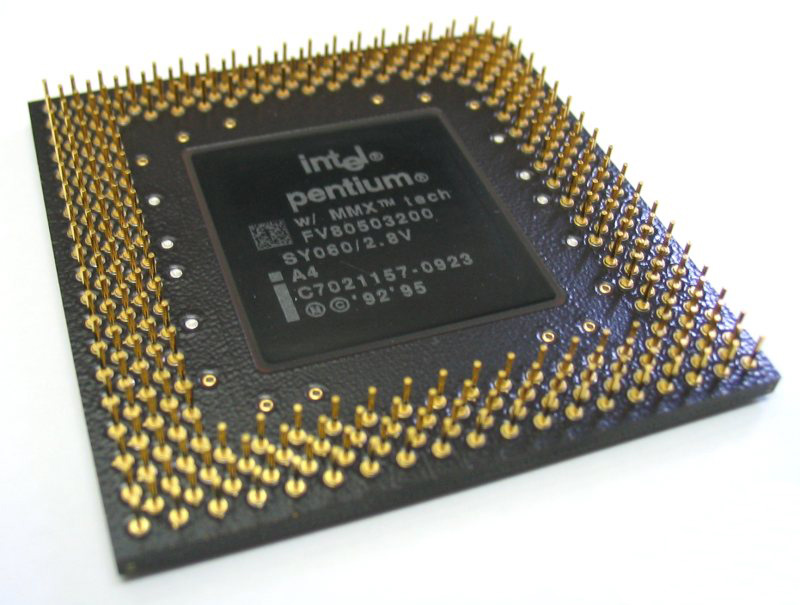
Pedinatura di un Pentium MMX

I primi Pentium furono prodotti a velocità di 60 e 66 MHz, la stessa del bus di sistema. I processori a 60 MHz erano Pentium 66 che non reggevano la maggiore velocità a causa di difetti di fabbricazione. Più tardi divennero disponibili versioni con frequenza di clock maggiore: 75 MHz con BUS a 50 MHz e moltiplicatore a 1,5x, con prestazioni praticamente pari a quelle della versione a 66 MHz per via del rallentamento del BUS di sistema (tanti rivenditori per un periodo di tempo vendevano CPU da 75 MHz overcloccate a 90 MHz, cioè col BUS regolato a 60 MHz invece che a 50 MHz, per mancanza sul mercato di CPU a 90 MHz), 90 (60×1,5), 100 (66×1,5), 120 (60×2), 133 (66×2), 150 (60×2,5), 166 (66×2,5), 200 (66×3) e 233 MHz (66×3,5).
I Pentium OverDrive furono prodotti, a velocità di 63 MHz (25×2,5) e 83 MHz (33×2,5), per poter aggiornare computer basati sui vecchi 486 senza stravolgimenti hardware.
Il Pentium originale era un microprocessore superscalare che eseguiva le istruzioni in ordine attraverso una pipeline dati. Inizialmente fu prodotto con la tecnologia a 0,8 µm (micrometri), ovvero 800 nm, integrando 3,1 milioni di transistor. In seguito cominciò la produzione del P54, un adattamento del P5 alla tecnologia a 0,6 µm, che era predisposto a lavorare in coppia ed aveva una velocità di clock superiore a quella del Front Side Bus (è molto più difficile aumentare la velocità di quest'ultimo). Il P54 fu sostituito a sua volta dal P54C, prodotto con tecnologia a 0,35 µm - una tecnologia CMOS, a differenza della tecnologia BiCMOS usata nei primi Pentium.
In seguito fu diffuso il P55C, o Pentium MMX, che riprendeva il core P5 e il processo di produzione a 0,35 µm, e che inoltre includeva l'instruction set MMX, costituito da 57 nuove istruzioni, che permettevano maggiori prestazioni nel trattamento dei dati multimediali. Il software doveva però essere ottimizzato per poter sfruttare queste istruzioni, e il miglioramento prestazionale del P55C fu dovuto in gran parte al raddoppiamento della memoria Cache, da 16 a 32 kB.

## Maggiori differenze col 486
- Architettura superscalare: il Pentium possedeva 2 pipeline che gli permettevano di completare più di un'operazione per ciclo di clock. Una pipeline, chiamata "pipeline U", poteva eseguire qualunque istruzione, mentre l'altra, chiamata "pipeline V", era in grado di eseguire solo quelle più semplici e comuni (logica cablata). L'utilizzo di più pipeline era una caratteristica delle architetture RISC, una delle tante caratteristiche che, nel tempo, sarebbero state poi implementate sulle architetture x86, dimostrando la possibilità di unire le due tecnologie e creare dei processori che possano essere definiti "ibridi".
- Data path a 64 bit: questa caratteristica raddoppiava la quantità di informazioni prelevate dalla memoria in ogni operazione di fetch. È importante sottolineare però che questo aspetto non consentiva assolutamente al Pentium di poter eseguire codice a 64 bit, dato che i suoi registri continuavano ad essere 32 bit.
- Supporto per le istruzioni MMX (solo i modelli più recenti): fu il primo instruction set SIMD integrato in un processore Intel. Le funzionalità erano ancora basilari ma in alcune applicazioni multimediali ottimizzate era possibile ottenere fino al 40% in più di prestazioni.
- Introduzione dell'istruzione CPUID: si trattava di una funzionalità che consentiva il riconoscimento della CPU da parte del software.

I Pentium, potendo eseguire più istruzioni per singolo ciclo di clock, offrivano prestazioni di poco inferiori al doppio a quelle di un 486 di pari frequenza. Gli ultimi Am486 di AMD, con frequenze di 133 MHz, raggiungevano nel calcolo sugli interi le prestazioni di un Pentium 75 MHz, risultando comunque più lenti nelle operazioni in virgola mobile.

## Evoluzione

### P5
Il Pentium originale, chiamato in codice P5, era un microprocessore superscalare che eseguiva le istruzioni in ordine attraverso una pipeline dati. Inizialmente era prodotto con la tecnologia a 0,8 µm (micrometri), ovvero 800 nm.
Il P5 usava il socket 4 ed aveva frequenze operative di 60 o 66 MHz.

### P54
In seguito cominciò la produzione del P54, un adattamento del P5 alla tecnologia a 0,6 µm (600 nm), che era predisposto a lavorare in coppia e aveva una velocità di clock superiore a quella del Front Side Bus.

### P54C
Il P54 fu sostituito a sua volta dal P54C, prodotto con tecnologia a 0,35 µm (350 nm) - una tecnologia CMOS, a differenza della tecnologia CMOS bipolare usata nei primi Pentium. Il P54CS è stato poi sostituito dal Pentium Pro

### P55C
In seguito fu diffuso il P55C, o Pentium MMX, che riprende il core P5 e il processo di produzione a 0,35 µm, e che inoltre include l'instruction set MMX, costituito da 57 istruzioni, che permette maggiori prestazioni nel trattamento dei dati multimediali. Il software doveva però essere ottimizzato per poter sfruttare queste istruzioni, e il miglioramento prestazionale del P55C fu dovuto in gran parte al raddoppio della memoria cache a 32 KB.